# Phaeochridius uniformis
Phaeochridius uniformis is een keversoort uit de familie Hybosoridae. De wetenschappelijke naam van de soort is voor het eerst geldig gepubliceerd in 1925 door Arrow.